# Papuaädelpapegoja

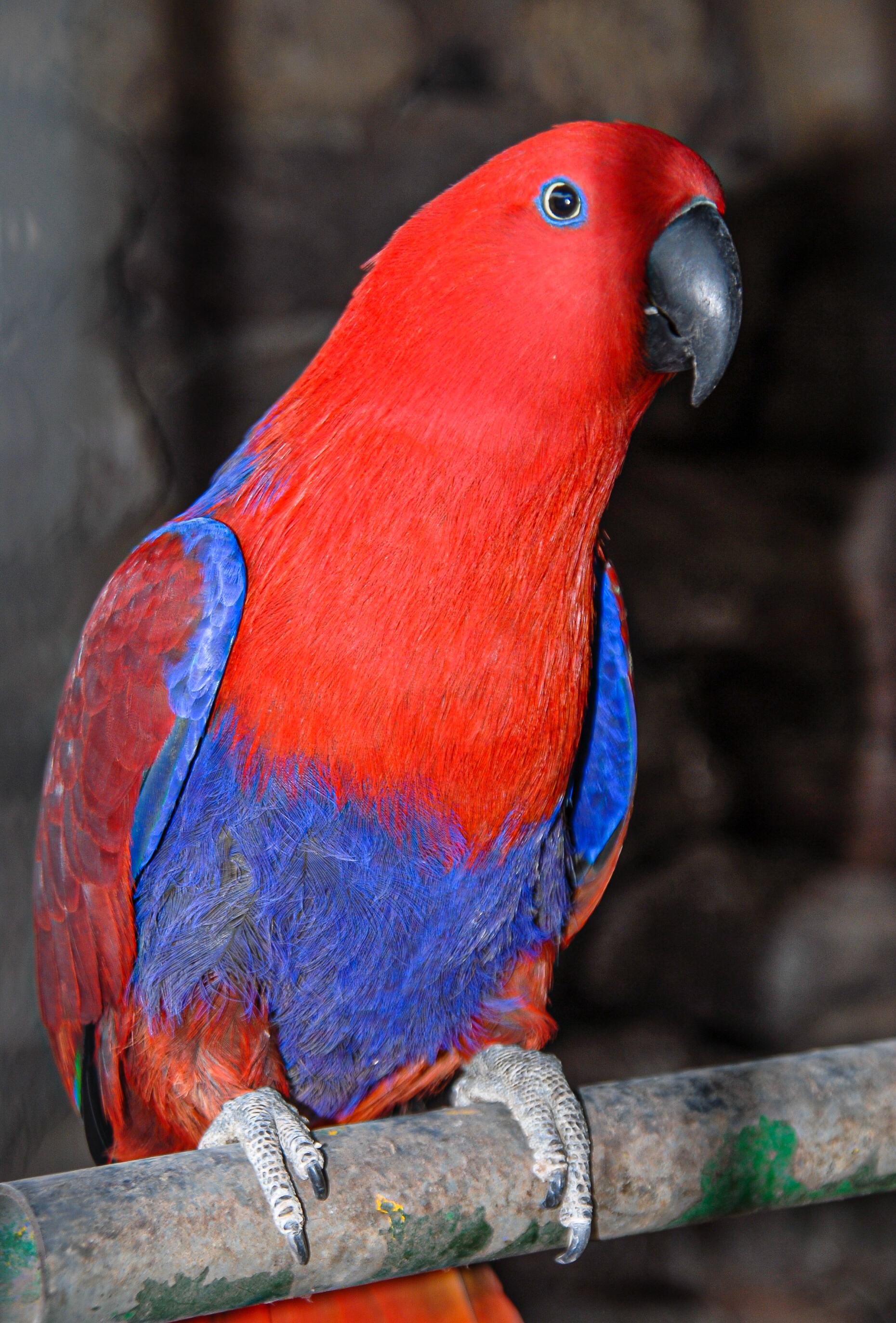
Papuaädelpapegoja (hona) i Palmitos Park på Gran Canaria.

Papuaädelpapegoja (Eclectus polychloros) är en fågelart i familjen östpapegojor.

## Utseende och läte
Papuaädelpapegoja är en kraftig papegoja med stort huvud och rätt kort stjärt. Hanen är lysande grön med rött under vingarna och orange näbb. Honan är istället röd, med violett på buken och mörk näbb. Bland lätena hörs ett öronbedövande ljust skri, men även mörkare och raspiga kraxanden. 

## Utbredning och systematik
Fågeln förekommer på Nya Guinea med intilliggande öar, Salomonöarna och i nordöstra Australien. Den delas in i fem underarter med följande utbredning:
- Eclectus polychloros aruensis – Aruöarna
- Eclectus polychloros biaki – ön Biak utanför nordvästra Nya Guinea
- Eclectus polychloros polychloros – Nya Guinea med närliggande öar och arkipelager
- Eclectus polychloros solomonensis – Amiralitetsöarna, Bismarckarkipelagen och Salomonöarna
- Eclectus polychloros macgillivrayi – nordöstra Australien (allra nordligaste Queensland)

Den betraktades tidigare som del av ädelpapegoja (Eclectus roratus, numera moluckädelpapegoja), men urskiljs sedan 2019 som egen art av Birdlife International och IUCN, sedan 2023 även av tongivande International Ornithological Congress.

## Levnadssätt
Papuaädelpapegoja hittas i skogar i låglänta områden och förberg. Den ses vanligen flyga över skogar i gryningen, ljudligt ropande.

## Status och hot
Arten har ett stort utbredningsområde, men tros minska i antal, dock inte tillräckligt kraftigt för att den ska betraktas som hotad. Internationella naturvårdsunionen IUCN listar arten som livskraftig (LC). Beståndet uppskattas till i storleksordningen 990 000 till 1,1 miljon vuxna individer.